# Charles Mesure
Charles William David Mesure (nascut el 12 d'agost de 1970) és un actor anglès australià conegut pel seu treball a Austràlia, Nova Zelanda i els Estats Units d'Amèrica.

## Naixement i educació
Mesure va néixer a Somerset, Anglaterra. Quan tenia cinc anys, la seva família es va traslladar a Austràlia i ell va créixer a Sydney. Mesure va assistir al Newington College (1982–1987) i es va graduar a l' Institut Nacional d'Art Dramàtic, Austràlia, amb una llicenciatura en Arts Escèniques (Actuació) el 1995.

## Carrera
El 1995 es va traslladar a Nova Zelanda, on aviat va agafar alguns papers d'actuació. Mesure ha actuat, dirigit, dissenyat i escrit més de trenta produccions per a la Drama Society de la Universitat de Sydney mentre estudiava dret.
La carrera de l'actor va començar l'any 1996, any en què es va incorporar al repartiment principal de la telenovel·la City Life, en el paper de Ryan Waters, que interpretarà fins que la sèrie va acabar el 1998.
El 1998, va ser nominat al premi al millor actor de televisió de Nova Zelanda pel seu treball com Ryan Waters a la telenovel·la neozelandesa City Life .
El 2003, va guanyar el premi al millor actor secundari pel seu treball com Kees Van Damm al drama neozelandès Street Legal . Mesure va aparèixer com a personatge secundari a la temporada 1 de la sèrie de televisió nord-americana V, i va ser ascendit a membre del repartiment de la sèrie habitual per a la temporada 2.
Mesure és conegut internacionalment pel seu paper de Kyle Hobbes a la reimaginació del 2009 de V i l'arcàngel Michael tant a la sèrie de televisió Hèrcules: The Legendary Journeys com a Xena: Warrior Princess . Ha interpretat papers de convidat en exitosos programes com Lost, Without a Trace, Bones i Stacked . Mesure va tenir un paper recurrent com el periodista JD Pollack a Crossing Jordan. Va aparèixer en llargmetratges com Boogeyman, Mee Shee: The Water Giant i Superfire .
El 2009, va interpretar al sergent detectiu Zane Gerard al drama neozelandès Outrageous Fortune.
El 2010, va interpretar a Alec Ross, el personatge principal de la nova sèrie dramàtica de Television New Zealand, This Is Not My Life . Es va unir al repartiment de la darrera temporada de Desperate Housewives com Ben Faulkner, un contractista que comparteix una connexió amb Renee Perry (Vanessa Williams). Va fer una aparició com a convidat en un episodi del 2013 de Burn Notice, interpretant el cap d'un sindicat de pirateria criminal.
El 30 de març de 2014, va interpretar a Edwin MacKaye a l'episodi anomenat "Violets" a The Mentalist . Del 2014 al 2018 va protagonitzar cinc capítols d' Once Upon a Time, com el pirata Barbanegra.

## Filmografia

### Pel·lícula
| Any  | Títol                          | Rol           | Notes            |
| ---- | ------------------------------ | ------------- | ---------------- |
| 2005 | Boogeyman                      | Senyor Jensen |                  |
| 2005 | Mee-Shee: el gegant de l'aigua | Watkins       |                  |
| 2013 | Caiguda incorrecta             | Sgt. Vaughn   | Pel·lícula curta |
| 2018 | Ocupació                       | Arnold        |                  |

### Televisió
| Any       | Títol                            | Rol                             | Notes                                                                |
| --------- | -------------------------------- | ------------------------------- | -------------------------------------------------------------------- |
| 1996–98   | City Life                        | Ryan Waters                     | Paper principal                                                      |
| 1997–98   | Mirror, Mirror II                | Matthew / Tobias                |                                                                      |
| 1997      | Xena: Warrior Princess           | Darnelle                        | Episodi: "The Dirty Half Dozen"                                      |
| 1997      | Xena: Warrior Princess           | Mercer                          | Episodi: "The Price"                                                 |
| 1997      | Duggan                           | Billy Jamieson                  | Episodi: "Death in Paradise"                                         |
| 1998      | Hercules: The Legendary Journeys | Johnny Pinto                    | Episodi: "Yes, Virginia, There Is a Hercules"                        |
| 1998      | Tiger Country                    | Constable Barry Gardener        | Film-TV                                                              |
| 1999      | The Life & Times of Te Tutu      |                                 |                                                                      |
| 1999      | A Twist in the Tale              | Nick Martinelli                 | Episodi: "The Green Dress"                                           |
| 1999      | Hercules: The Legendary Journeys | Archangel Michael               | Episodi: "Revelations"                                               |
| 1999–2001 | Xena: Warrior Princess           | Archangel Michael               | 5 Episodis                                                           |
| 2000–03   | Street Legal                     | DSS Kees Van Damm               | Paper principal; també escriptor de 7 Episodis                       |
| 2002      | Superfire                        | Trent Holbrook                  | Film-TV                                                              |
| 2003      | Skin and Bone                    | Clean                           | Film-TV                                                              |
| 2005      | Briar & Graves                   | Father Malachi Briar            | Pilot-TV no emès                                                     |
| 2005      | Lost                             | Bryan                           | Episodi: "Hearts and Minds"                                          |
| 2005      | Stacked                          | Eddie                           | 2 Episodis                                                           |
| 2005      | Without a Trace                  | Emil Dornvald                   | 2 Episodis                                                           |
| 2005–07   | Crossing Jordan                  | J.D. Pollack                    | Paper recurrent, 12 Episodis (5x04-5x21)                             |
| 2006      | Bones                            | Pete Sanders                    | Episodi: "Aliens in a Spaceship"                                     |
| 2006      | Cold Case                        | Tom McCree                      | Episodi: "Forever Blue"                                              |
| 2007      | Ghost Whisperer                  | The Messenger                   | Episodi: "The Gathering"                                             |
| 2007      | Las Vegas                        | Paul Grant                      | Episodi: "It's Not Easy Being Green"                                 |
| 2009–10   | Outrageous Fortune               | DS Zane Gerard                  | Paper recurrent, 14 Episodis                                         |
| 2010–11   | V                                | Kyle Hobbes                     | Paper recurrent (S_1); Paper principal (S_2); 18 Episodis            |
| 2010      | Kaitangata Twitch                | Carey Gallagher                 | Paper principal, 13 Episodis                                         |
| 2010      | This Is Not My Life              | Alec Ross                       | Paper principal, 13 Episodis                                         |
| 2011–12   | Desperate Housewives             | Ben Faulkner                    | Paper principal (S_8), 15 Episodis                                   |
| 2013      | Agatha Christie's Marple         | Greg Dyson                      | Episodi: "A Caribbean Mystery"                                       |
| 2013      | Burn Notice                      | Jack Frakes                     | Episodi: "All or Nothing"                                            |
| 2014      | The Mentalist                    | Edwin MacKaye                   | Episodi: "Violets"                                                   |
| 2014–18   | Once Upon a Time                 | Blackbeard                      | S_3 (2 Episodis), S_4 (2 Episodis), S_6 (1 Episodi), S_7 (1 Episodi) |
| 2014–16   | Girlfriends' Guide to Divorce    | Ralf                            | Paper recurrent, 5 Episodis                                          |
| 2015      | Castle                           | Liam Hollister                  | Episodi: "The Nose"                                                  |
| 2015–20   | The Magicians                    | The Beast                       | Paper recurrent                                                      |
| 2016      | Criminal Minds                   | Edgar Solomon                   | Episodi: "Derek"                                                     |
| 2016      | Dead of Summer                   | Sheriff Boyd Heelen/The Teacher | Paper recurrent                                                      |